# Ojai
Ojai is een stad in de staat Californië, in de Verenigde Staten, en valt bestuurlijk gezien onder Ventura County. De plaats werd gesticht als Nordhoff. Omdat er als gevolg van de Eerste Wereldoorlog een algemeen anti-Duits sentiment heerste in de Verenigde Staten werd de naam in 1917 gewijzigd in Ojai (uit te spreken als: 'ohaai').

## Demografie
Bij de volkstelling in 2000 werd het aantal inwoners vastgesteld op 7862.
In 2006 is het aantal inwoners door het United States Census Bureau geschat op 7861, een daling van 1 (0,0%).

## Geografie
Volgens het United States Census Bureau beslaat de plaats een oppervlakte van
11,5 km², geheel bestaande uit land.

## Plaatsen in de nabije omgeving
De onderstaande figuur toont nabijgelegen plaatsen in een straal van 32 km rond Ojai.

## Bekende inwoners
- David Allen (1945), management consultant, schrijver van "Getting Things Done"
- Floyd Crosby (1899-1985), cinematograaf en vader van David Crosby
- Dave England (1969), stuntman bekend van Jackass
- Ed Kowalczyk (1971), zanger van de band Live
- Jiddu Krishnamurti (1895-1986), in India geboren spiritueel leider
- Bill Paxton (1955-2017), acteur en filmregisseur